# Pentti Pesonen
Pour les articles homonymes, voir Pesonen.
Pentti Pesonen, né le 7 avril 1938 à Kangaslampi (Savonie du Nord) et mort le 22 février 2024, est un skieur, fondeur finlandais.

## Palmarès

### Championnats du monde
| Épreuve / Édition | Zakopane 1962 |
| 4 × 10 km         | Argent        |